# Estació de Mollet - Sant Fost
Mollet - Sant Fost és una estació de ferrocarril propietat d'Adif situada al sud-est de la població de Mollet del Vallès, a la comarca del Vallès Oriental. L'estació es troba a la línia Barcelona-Girona-Portbou i hi tenen parada trens de Rodalies de Catalunya de les línies R2 i R2 Nord i R8 dels serveis de rodalia de Barcelona, operats per Renfe Operadora.
Aquesta estació de la línia de Granollers o Girona va entrar en servei l'any 1854 quan va entrar en servei el tram construït per la Camins de Ferro de Barcelona a Granollers entre Barcelona (antiga estació de Granollers, substituïda per l'Estació de França) i Granollers Centre.
L'any 2023 va registrar l'entrada de 1.865.000 passatgers.

## Serveis ferroviaris
| Rodalia de Barcelona         |                                          |       |          |                                                |
| Procedència/Destinació       | <                                        | Línia | >        | Procedència/Destinació                         |
| Castelldefels Aeroport Sants | La Llagosta                              |       | Montmeló | Granollers Centre Sant Celoni Maçanet-Massanes |
| Martorell Central            | Santa Perpètua de Mogoda Riera de Caldes |       | Montmeló | Granollers Centre                              |

## Galeria d'imatges

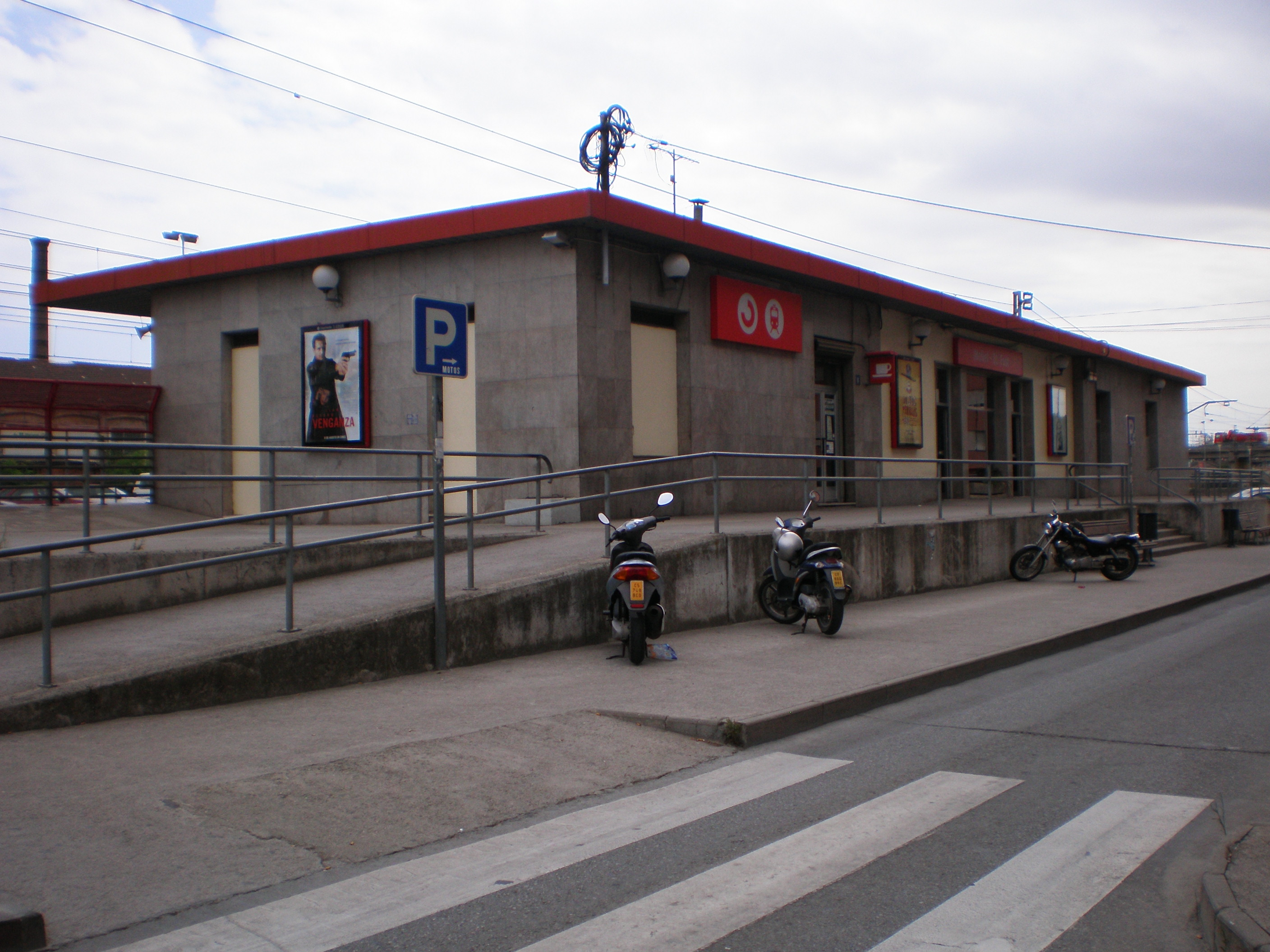
Entrada a l'estació.
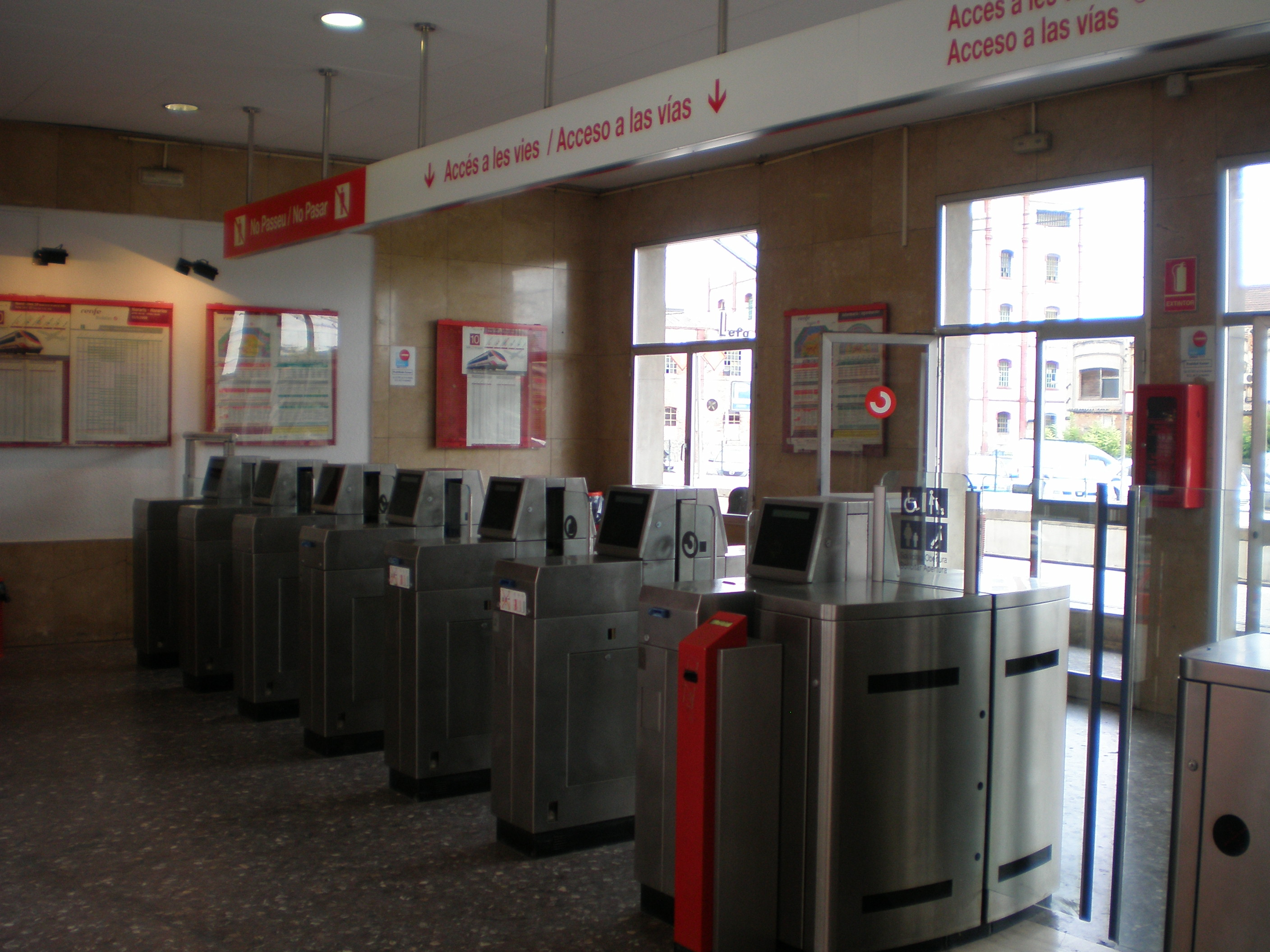
Torns d'accés a l'estació.
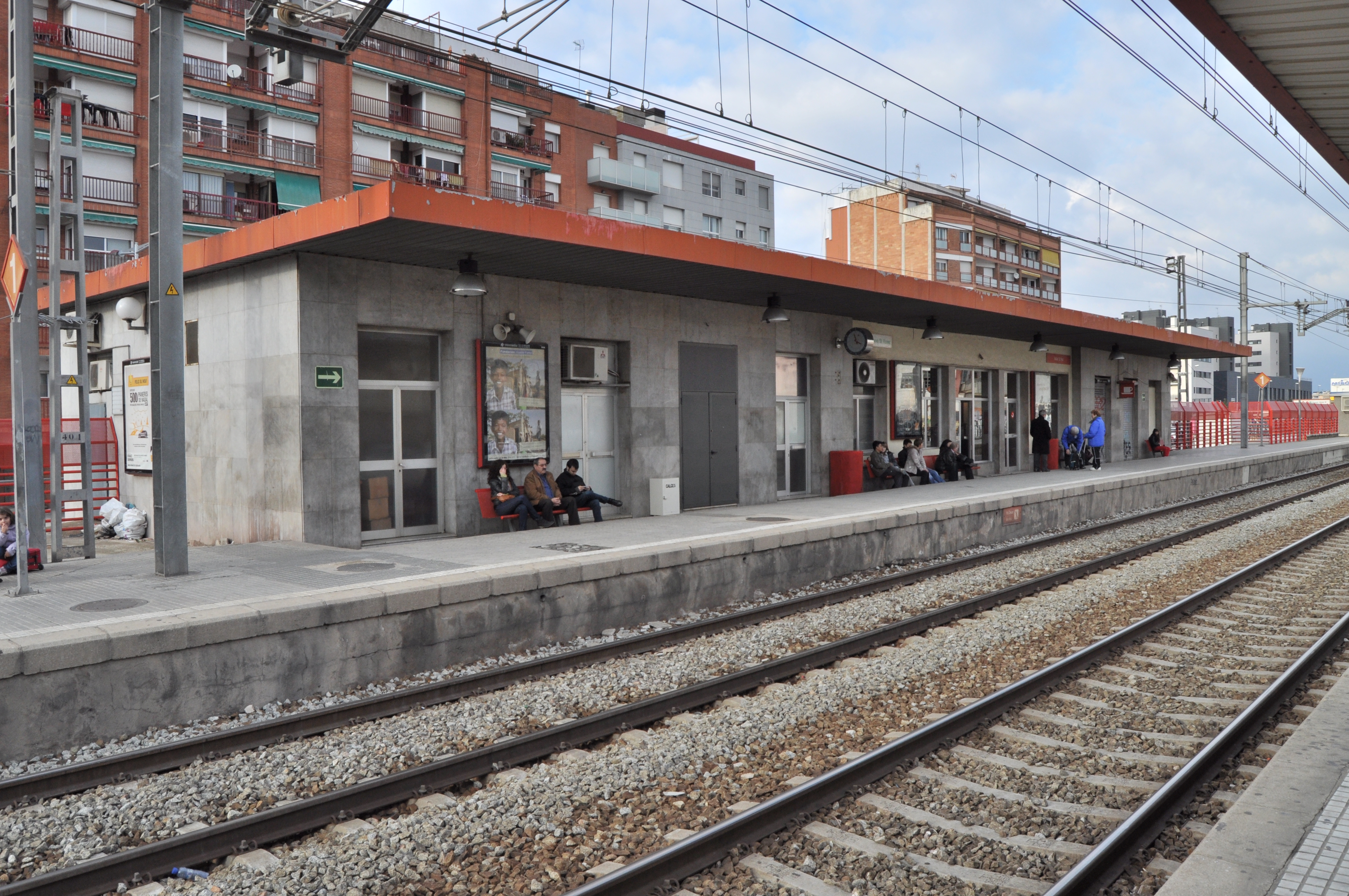
L'edifici, andanes i vies.
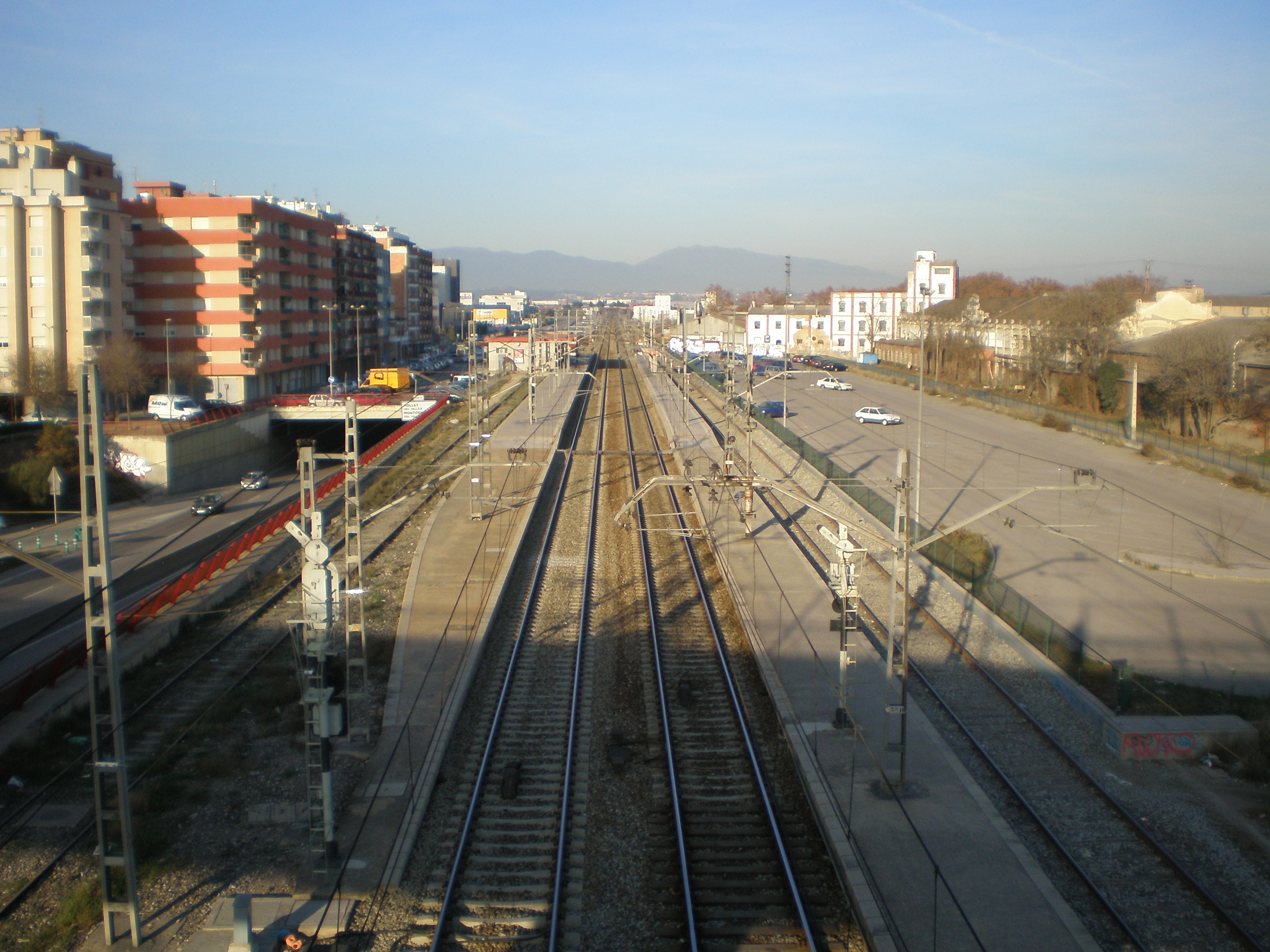
Vista elevada central de l'estació.
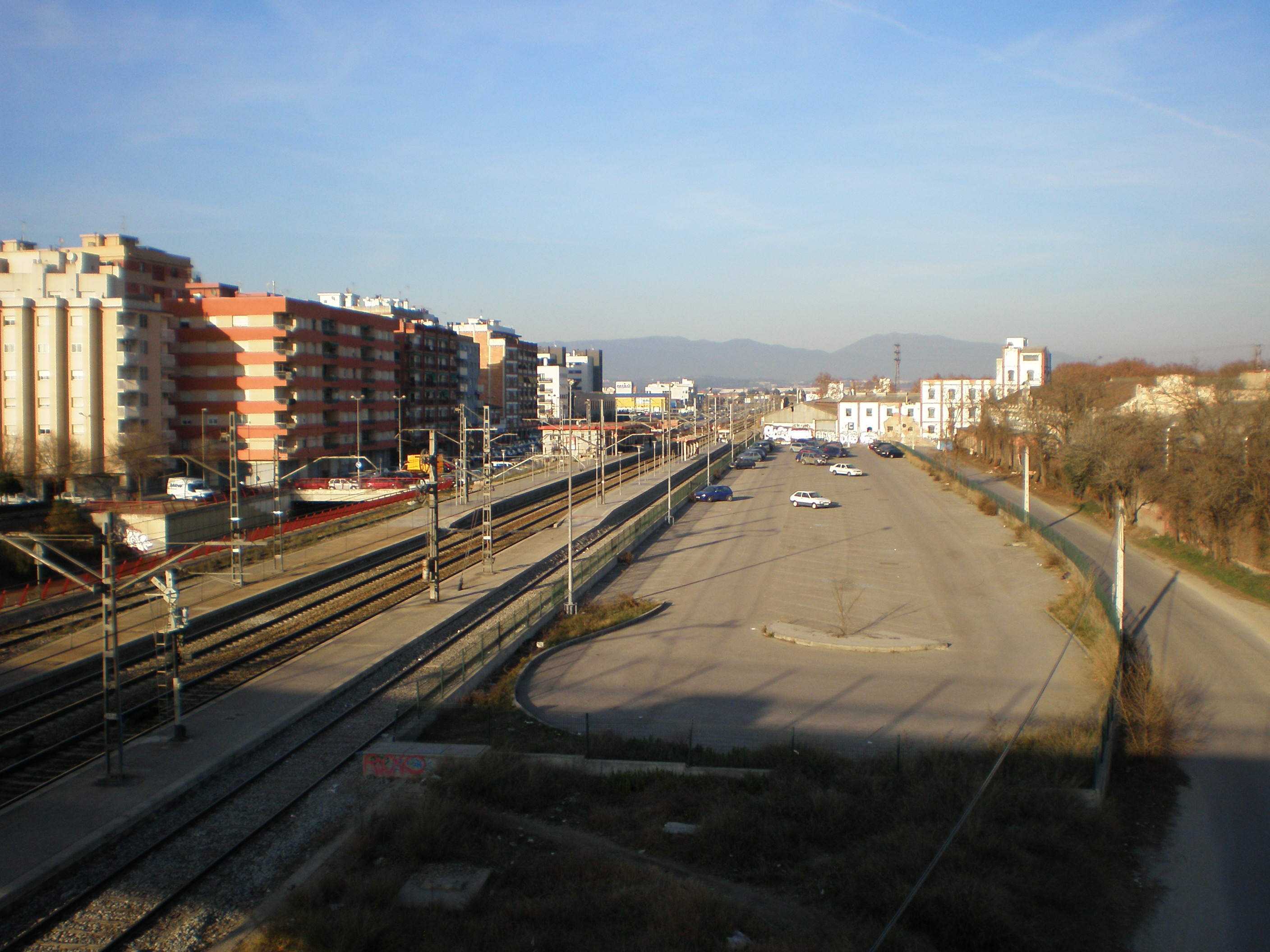
Vista elevada de l'estació per la dreta.
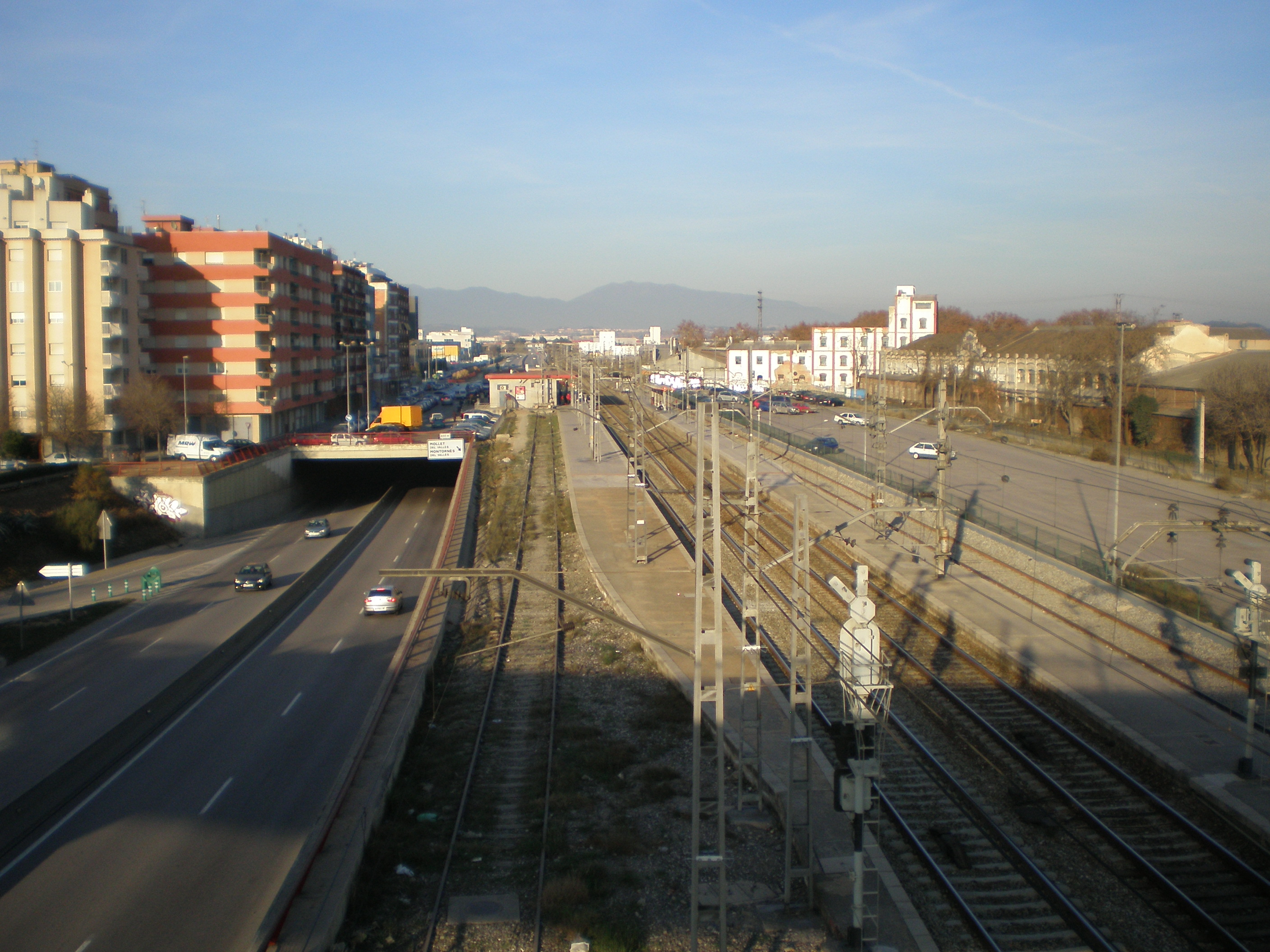
Vista elevada de l'estació per l'esquerra.
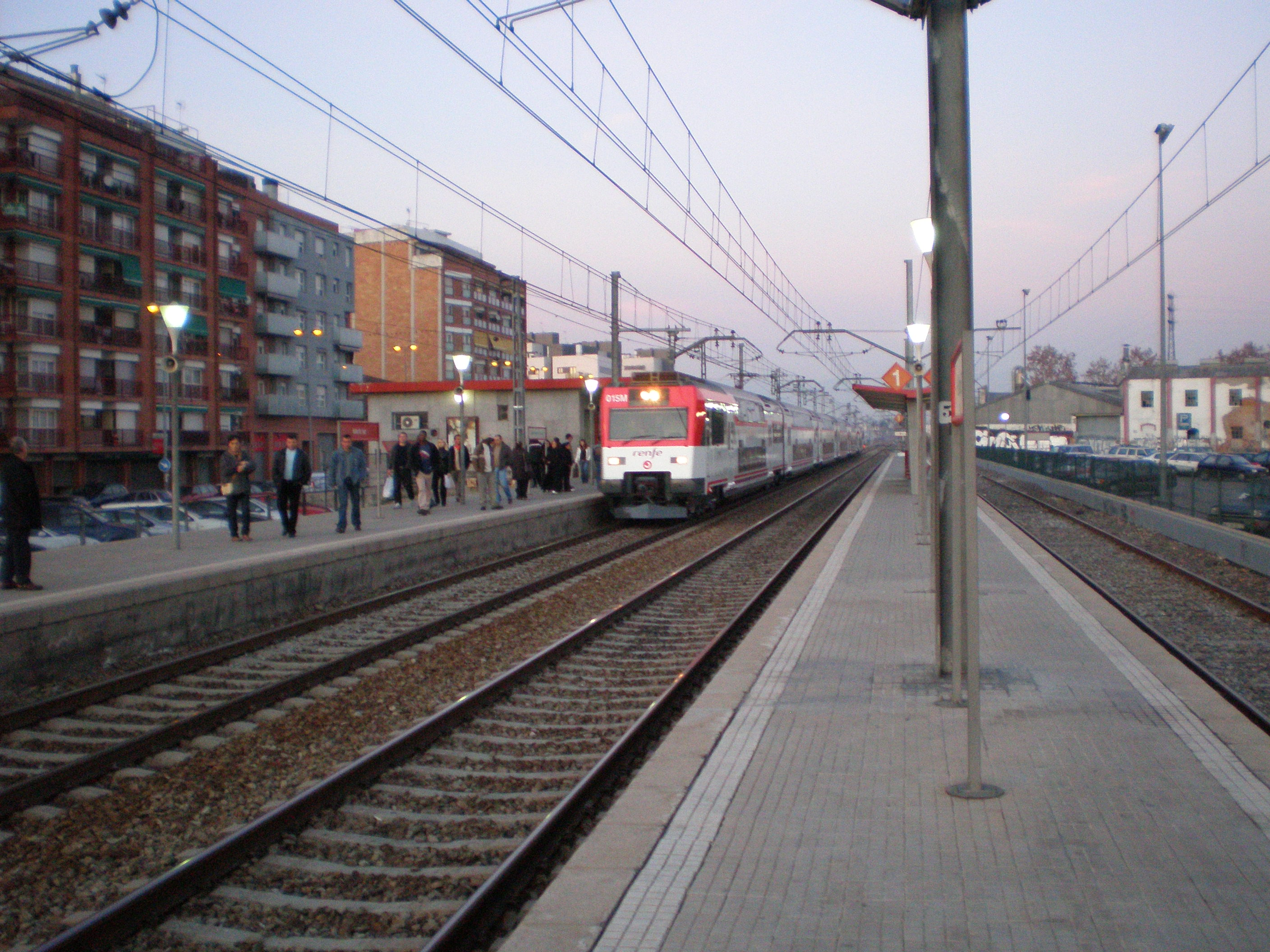
Una unitat 451 en servei R2 Vilanova i la Geltrú.
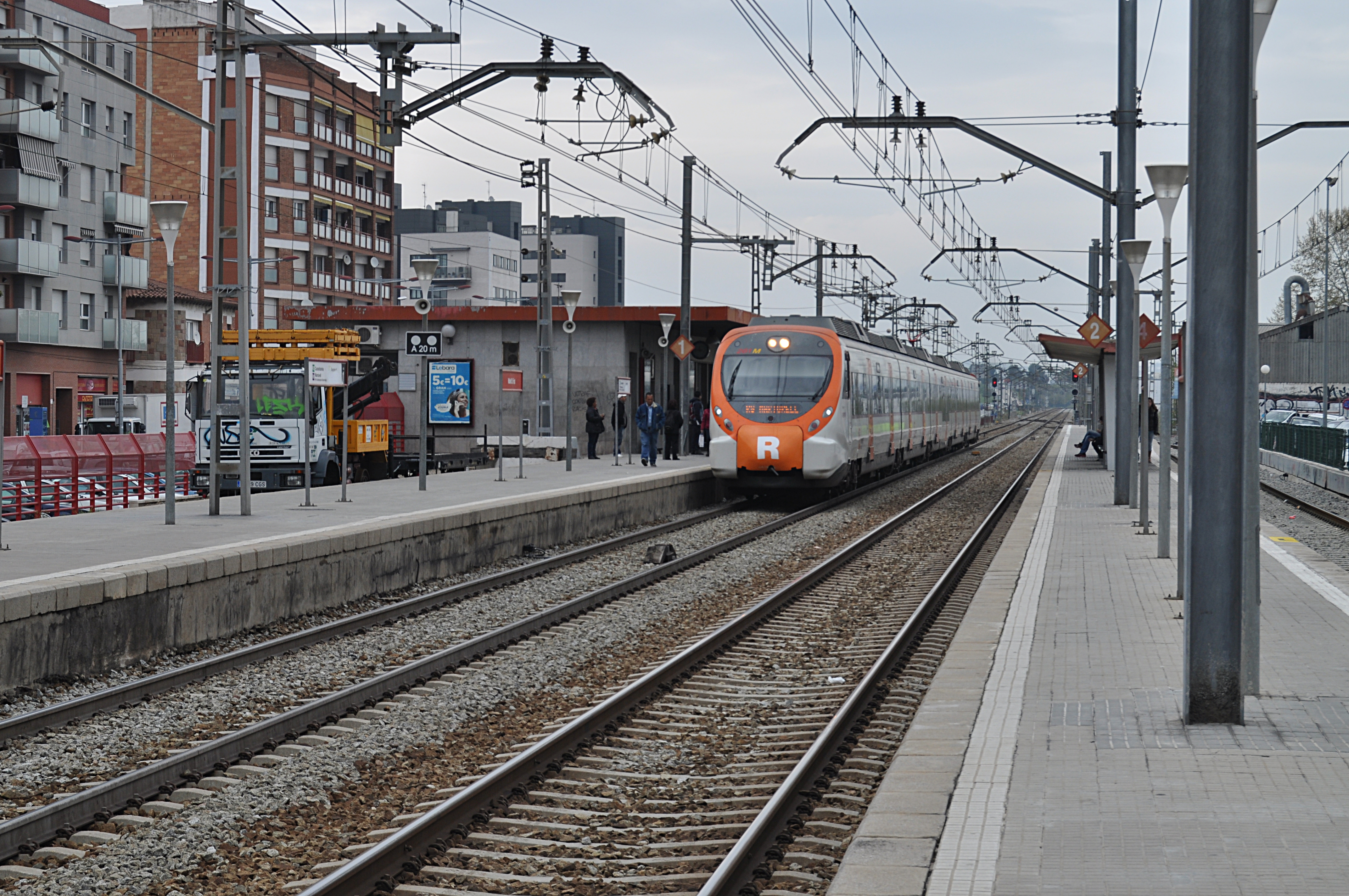
Un Civia en servei R8 Martorell.
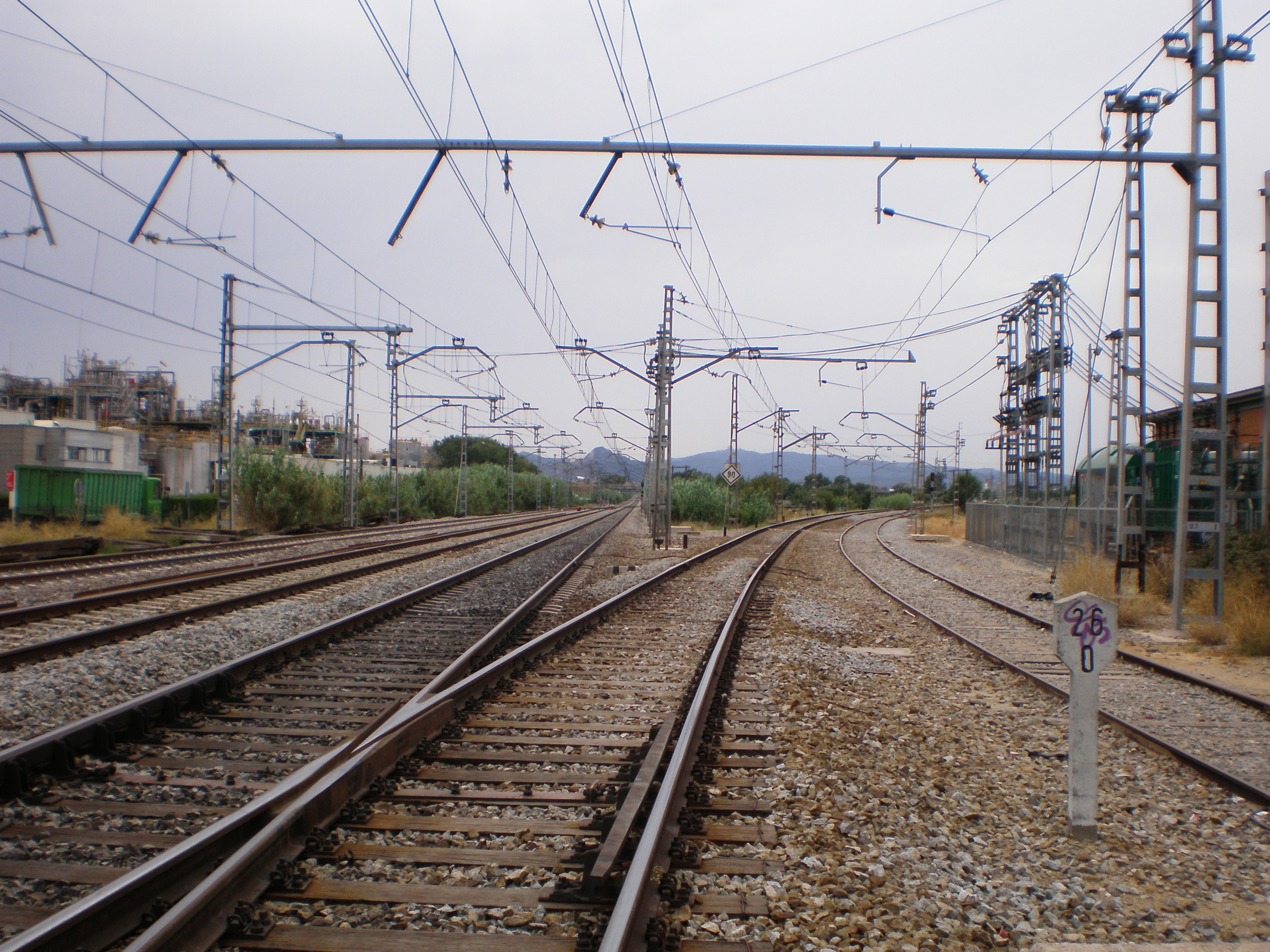
Estació de Mollet - Sant Fost: Inici de la línia de ferrocarril Mollet - Papiol / Castellbisbal (vies que surten cap a la dreta) a la línia Barcelona - Granollers - Portbou - Cervera de la Marenda.
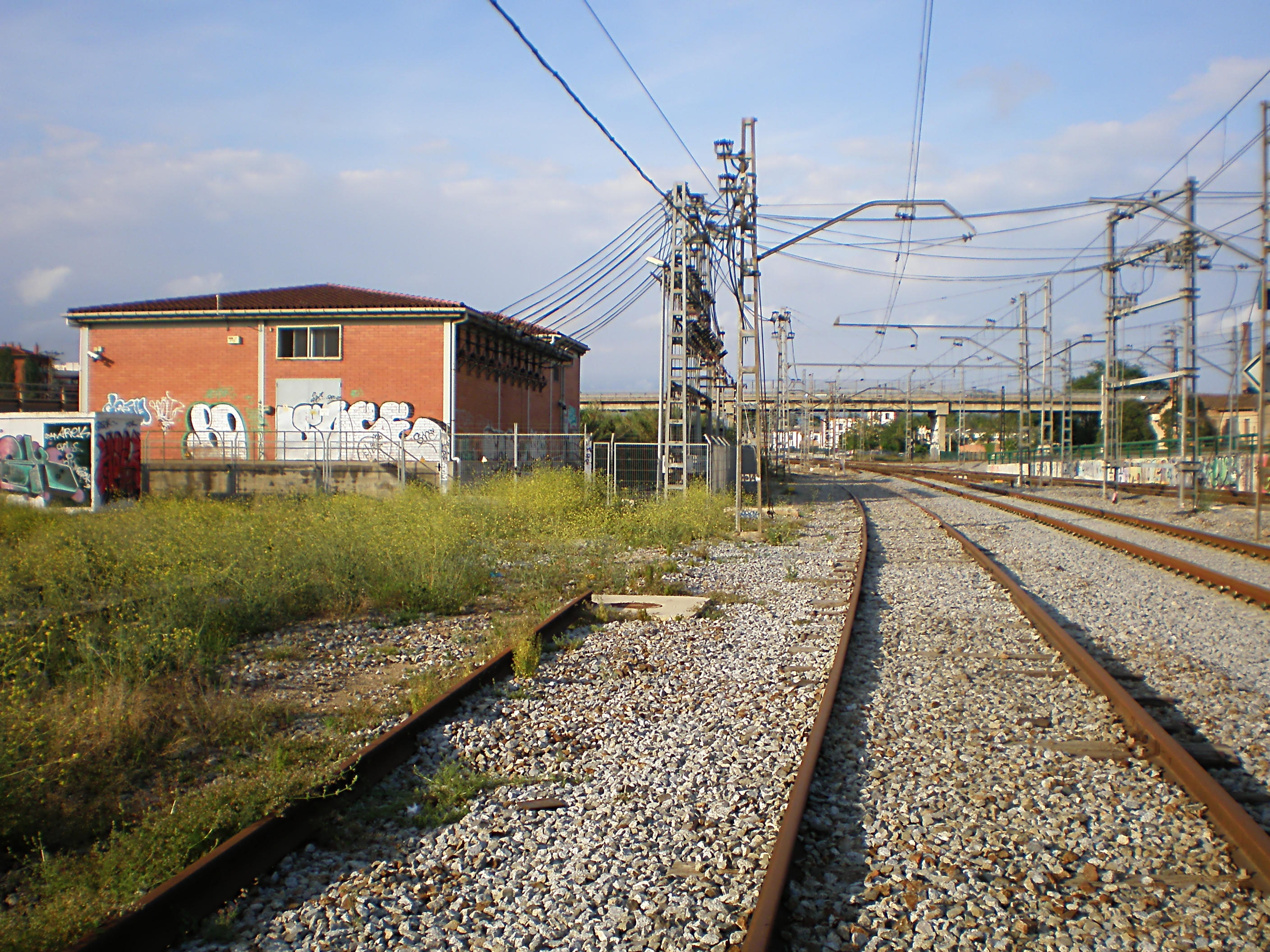
Subestació elèctrica de tracció de l'estació de Mollet - Sant Fost.
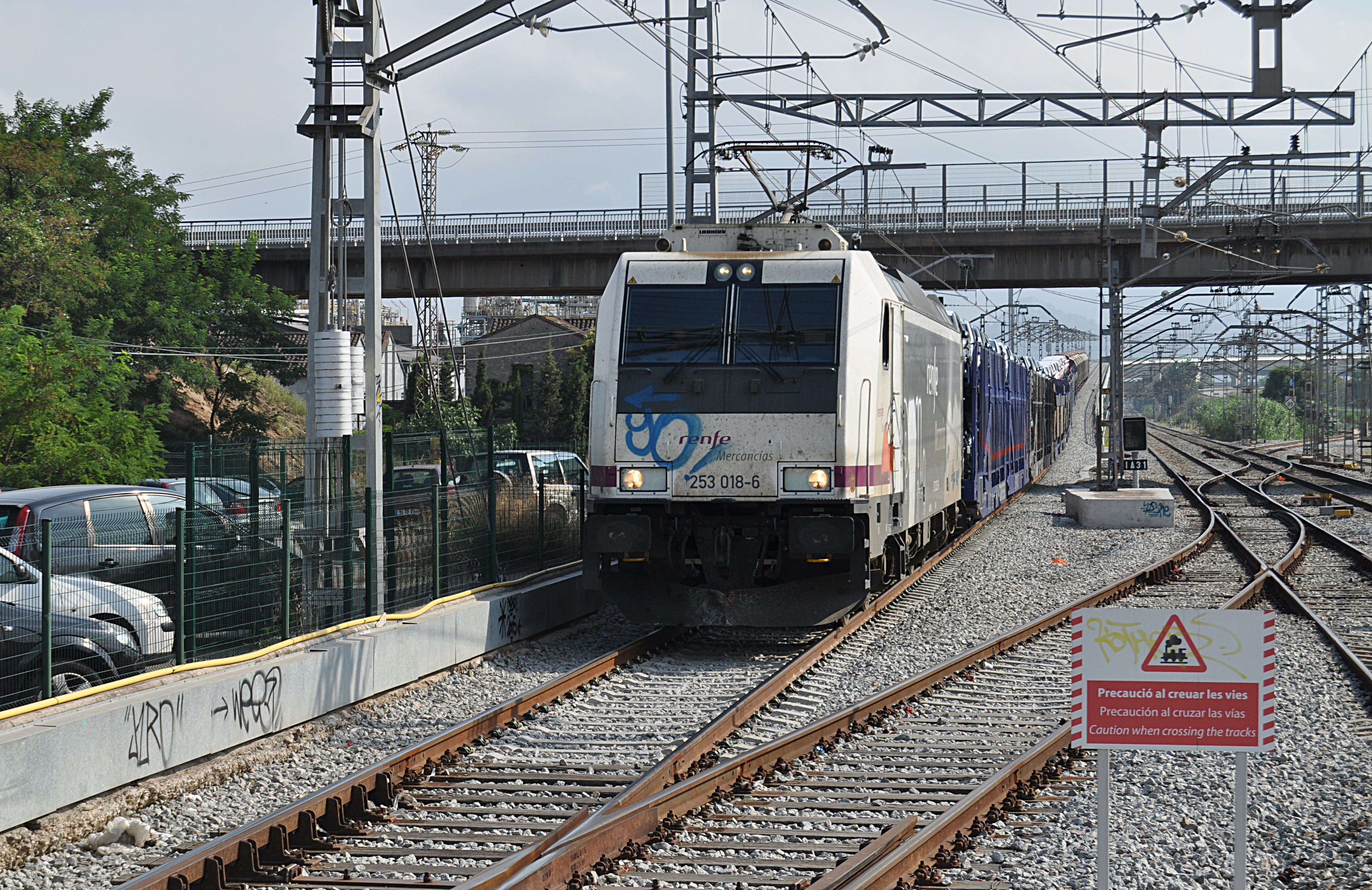
Un tren de mercaderies entra des de la línia Castellbisbal / el Papiol - Mollet.
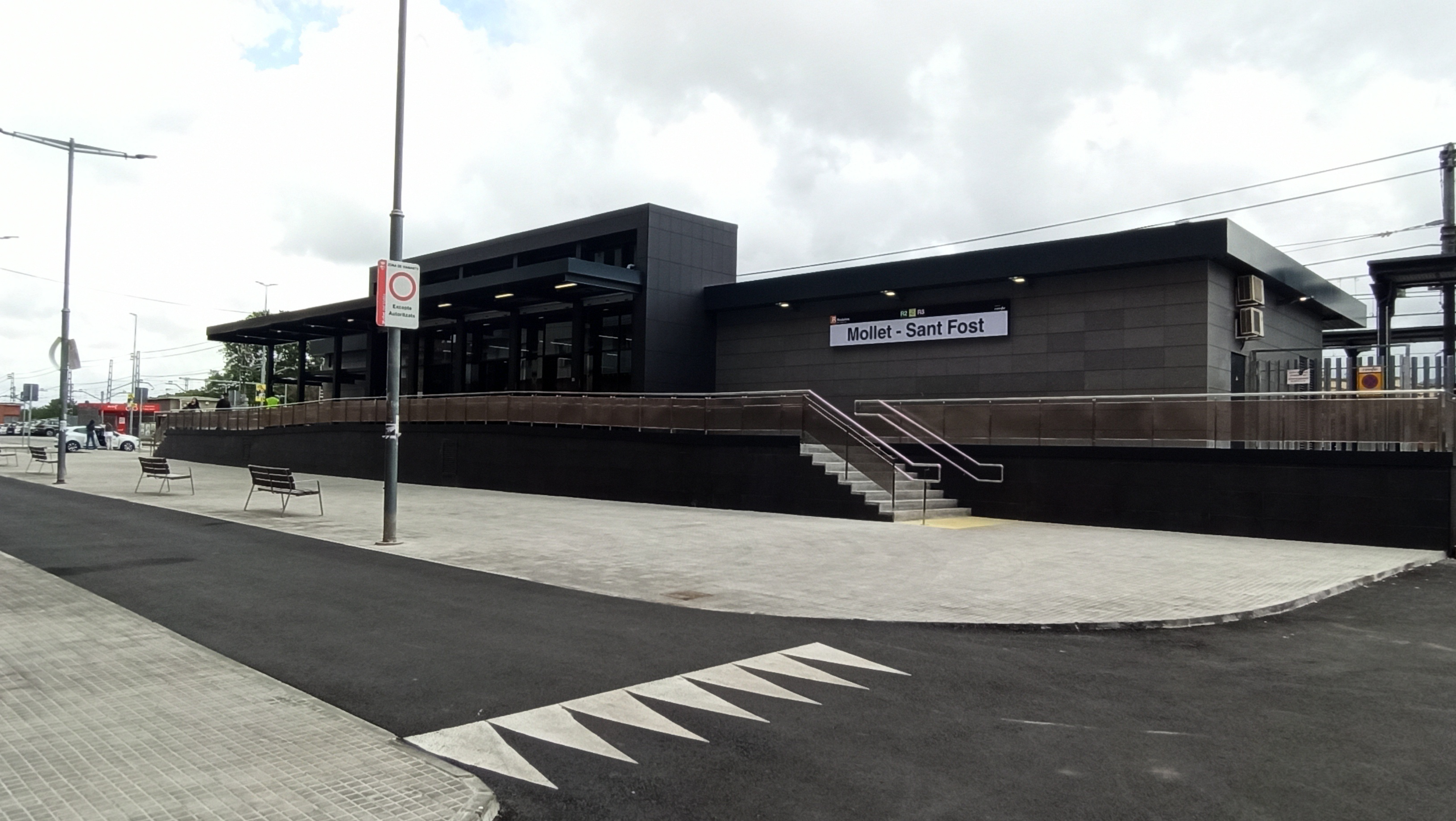
Estació de Mollet-Sant Fost acabades les obres l'any 2024.